# Antonia Santiago Amador
Antonia Santiago Amador (née à Barcelone le 24 décembre 1946, plus connue sous le nom de La Chana) est une danseuse gitane catalane.

## Biographie
Amador Santiago est surtout connue comme une danseuse de flamenco sous le nom de scène La Chana, hérité de son oncle, le guitariste El Chano. Elle a connu deux périodes importantes dans sa carrière professionnelle : entre 1966 et 1979 et de nouveau entre 1985 et 1991. Elle a épousé Felix Comas.
Antonia Santiago Amador est une danseuse célèbre pour son sens exceptionnel du rythme, la sûreté de son compás (rythme et mesure), la vigueur enflammée de son taconeo (claquettes flamencas), la précision et la rapidité virtuose de son zapateado (danse mettant en œuvre essentiellement le zapateo ou taconeo gracieux). La réalisatrice croate Lucija Stojević lui a consacré un documentaire long-métrage en 2016 : « La Chana - Le flamenco est ma vie ». 